# Начална страница/Тест
| Добре дошли в Уикипедия , свободната енциклопедия , която всеки може да редактира . Съдържа 303 152 статии на български език . | - Астрономия - Биология - България | - География - Избрани статии - Изкуство | - История - Македония - Медицина | - Физика - Философия - Всички портали |
| Добре дошли в Уикипедия, свободната енциклопедия, която всеки може да редактира. Съдържа 303 152 статии на български език.     |                                    |                                         |                                  |                                       |

| Добре дошли в Уикипедия, свободната енциклопедия, която всеки може да редактира. Съдържа 303 152 статии на български език. |

| Присъединете се към общностите от Централна и Източна Европа между 21 март до 31 май и участвайте в ЦИЕ пролет 2024 . Пишете статии и печелете награди! |
| Присъединете се към общностите от Централна и Източна Европа между 21 март до 31 май и участвайте в ЦИЕ пролет 2024. Пишете статии и печелете награди!  |

| Присъединете се към общностите от Централна и Източна Европа между 21 март до 31 май и участвайте в ЦИЕ пролет 2024. Пишете статии и печелете награди! |

|                                                                   | Уикицитат Цитати, афоризми, крилати фрази |  | Уикиречник Многоезичен речник   |  | Уикикниги Книги, учебници и ръководства |  | Уикиданни Свободна база знания    |  | Уикипътешественик Световен пътеводител |
|                                                                   | Общомедия Свободно хранилище              |  | Уикиизточник Свободни източници |  | Уикивидове Регистър на видовете         |  | Метауики Съгласуване на проектите |  | МедияУики Софтуерна уики платформа     |
| Сродните на Уикипедия проекти се поддържат от Фондация Уикимедия. |                                           |  |                                 |  |                                         |  |                                   |  |                                        |

| Присъединете се към общностите от Централна и Източна Европа между 21 март до 31 май и участвайте в ЦИЕ пролет 2024 . Пишете статии и печелете награди! |
| Присъединете се към общностите от Централна и Източна Европа между 21 март до 31 май и участвайте в ЦИЕ пролет 2024. Пишете статии и печелете награди!  |

| Присъединете се към общностите от Централна и Източна Европа между 21 март до 31 май и участвайте в ЦИЕ пролет 2024. Пишете статии и печелете награди! |

|                                                                   | Уикицитат Цитати, афоризми, крилати фрази |  | Уикиречник Многоезичен речник   |  | Уикикниги Книги, учебници и ръководства |  | Уикиданни Свободна база знания    |  | Уикипътешественик Световен пътеводител |
|                                                                   | Общомедия Свободно хранилище              |  | Уикиизточник Свободни източници |  | Уикивидове Регистър на видовете         |  | Метауики Съгласуване на проектите |  | МедияУики Софтуерна уики платформа     |
| Сродните на Уикипедия проекти се поддържат от Фондация Уикимедия. |                                           |  |                                 |  |                                         |  |                                   |  |                                        |